# Табански међукоштани мишићи
Табански међукоштани мишићи  су део четвртог и најдубљег слоја мишића у табану. Постоје три табански међукоштани мишића који су мањи од дорзалних међукоштаних мишића.

## Анатомија
Табански међукоштани мишићи настају са доње и медијалне стране треће, четврте и пете метатарзалне кости. На истом прсту сваки од њих се убацује у:
- медијалне стране база проксималне фаланге

- проширење дорзалног екстензора

### Инервација
Табанске међукоштане мишиће инервише  дубока грана бочног плантарног нерва сакралног плексуса (С2, С3).

## Функција
Табански међукоштани мишићи има неколико функција:
- примиче трећи, четврти и пети прст на осу другог прста
- олакшава екстензију интерфалангеалних зглобова и флексију метатарзофалангеалног зглоба

## Клинички значај
Губитак функције резултоваће савијањем прстију. Ово се обично описује као деформитет прстију у облику канџе и повезан је са денервацијом мишића. Постоје неки денервациони синдроми које треба узети у обзир када се види овај деформитет.
Један пример је Шарко-Мари-Тутова болест,  наследна сензомоторна неуропатија која утиче на периферни нервни систем. Она изазива прогресивну мишићну атрофију и губитак чула.

## Галерија
- Bones of the right foot. Plantar surface.
- Muscles of the sole of the foot.